# Trindade en Martim Vaz
Trindade en Martim Vaz (Portugees: Arquipélago de Trindade e Martim Vaz) is een Braziliaanse eilandengroep van vulkanische oorsprong in de Atlantische Oceaan. De eilanden liggen ongeveer 1200 kilometer ten oosten van Vitória, de hoofdstad van de deelstaat Espírito Santo, waar de eilanden ook deel van uitmaken.
Trindade is met 10,3 km² het grootste eiland en ligt 47 km ten westen van het duidelijk kleinere eiland Martim Vaz. Behalve een militaire post op Trindade, die wordt bemand door 32 militairen van de Braziliaanse marine, zijn de eilanden onbewoond. Naast de twee eerder genoemde eilanden, behoren er nog vier kleine eilandjes tot de eilandengroep.